# MTS MarkenTechnikService
Die MTS MarkenTechnikService GmbH & Co. KG ist eine Gesellschaft im Verbund der MTS Gruppe, die ihrerseits zur WM SE gehört. 
Die MTS-Gruppe ist eine Handelsgesellschaft mit Sitz in Rülzheim, die Automobilzubehör unter den Eigenmarken „cartrend“ und „Nigrin“, Elektro-Installationsmaterial und weiteres Automobilzubehör unter dem Markennamen „uniTEC“ und Fahrräder, Fahrradteile und Fahrradzubehör unter dem Namen „Fischer“ vertreibt. In Lizenz werden auch die Fremdmarken AEG, Bosch, Caramba, CAT, Goodyear, Mobil, Osram, Philips, Sonax und Wunderbaum vertrieben. 
Das Unternehmen MTS entstand 2015 durch die Fusion der Großhändler Inter-Union Technohandel und SPA SystemPartner. Inter-Union wurde bereits 1962 als „Union-Autozubehör“ in Landau gegründet und übernahm 1974 alle Produktionsrechte und Warenzeichen von Nigrin. 2010 wurde die Marke Fischer für Fahrräder zugekauft. SPA wurde 1998 durch die Kooperation mehrerer Bosch-Vertragshändler gegründet und vertrieb seit 2008 Autozubehör unter der Marke Cartec. Im Jahr 2019 wurde der Unternehmenssitz von Karlsruhe nach Rülzheim verlegt. DB Schenker hielt bis zum Verkauf an die WM SE einen Anteil von 69 % an MTS. Seit diesem Zeitpunkt ist MTS eine Tochtergesellschaft in vollständigem Besitz von WM. MTS MarkenTechnikService erwirtschaftete 2019 einen Umsatz von 82 Mio. Euro.